# Santino Ferrucci
Santino Michael Ferrucci (Woodbury, Connecticut, 1998. május 31. –) amerikai autóversenyző.

## Pályafutása

### Alacsonyabb Formula-osztályok
Ferrucci 2012-ben, 14 évesen mutatkozott be a formula autók kategóriájában, a SBF2000 Winter Series sorozatban indult. A tíz versenyből hármat nyert és további háromszor végzett dobogós pozícióban.
Egy évvel később, 2013-ban a szezon közepén debütált a az F2000-ben is, ahol 5. lett összetettben.
2014-ben a német Formula–3-as bajnokságban öt versenyt futott a EuroInternational színeiben. A hockenheimringi második versenyen 2. lett Sam MacLeod mögött. Három összecsapáson rajthoz állt a Fortec Motorsport alkalmazásában a brit Formula–3-as kategóriában is vendégszereplőként. 2014. augusztus 30-án Brands Hatch-ben diadalmaskodott, amivel a széria történetének legfiatalabb futamgyőztese lett. Az alakulattal ott volt a legendás makaói nagydíjon is, amit nyolcadikként zárt.

### Formula–3 Európa-bajnokság
A 2015-ös év elején az Új-Zélandon futó Toyota Racing Series-ben állt rajthoz a Giles Motorsport csapatával és 3. lett összetettben egy győzelemmel és hat pódiummal.
Később teljes évre leszerződött a Mücke Motorsporthoz a 2015-ös Formula–3 Európa-bajnokságra. Az idény végi összesítésben tizenegyediknek rangsorolták, egyetlen dobogóját június 20-án érte el Spa-ban. Ismét részt vett a makaói viadalon és ezúttal 6. lett a főfutamon.

### GP3
2016-ra az újonc DAMS igazolta le a GP3-as szériába. A szezonbéli legjobb eredménye Spa-ban született, amikor a sprintversenyen 3. lett. A pilóták bajnokságát a 12. helyen fejezete be.
2017 februárjában meghosszabbították szerződését. Az első három fordulót követően eligazolt és fellépett az FIA Formula–2 bajnokságba.

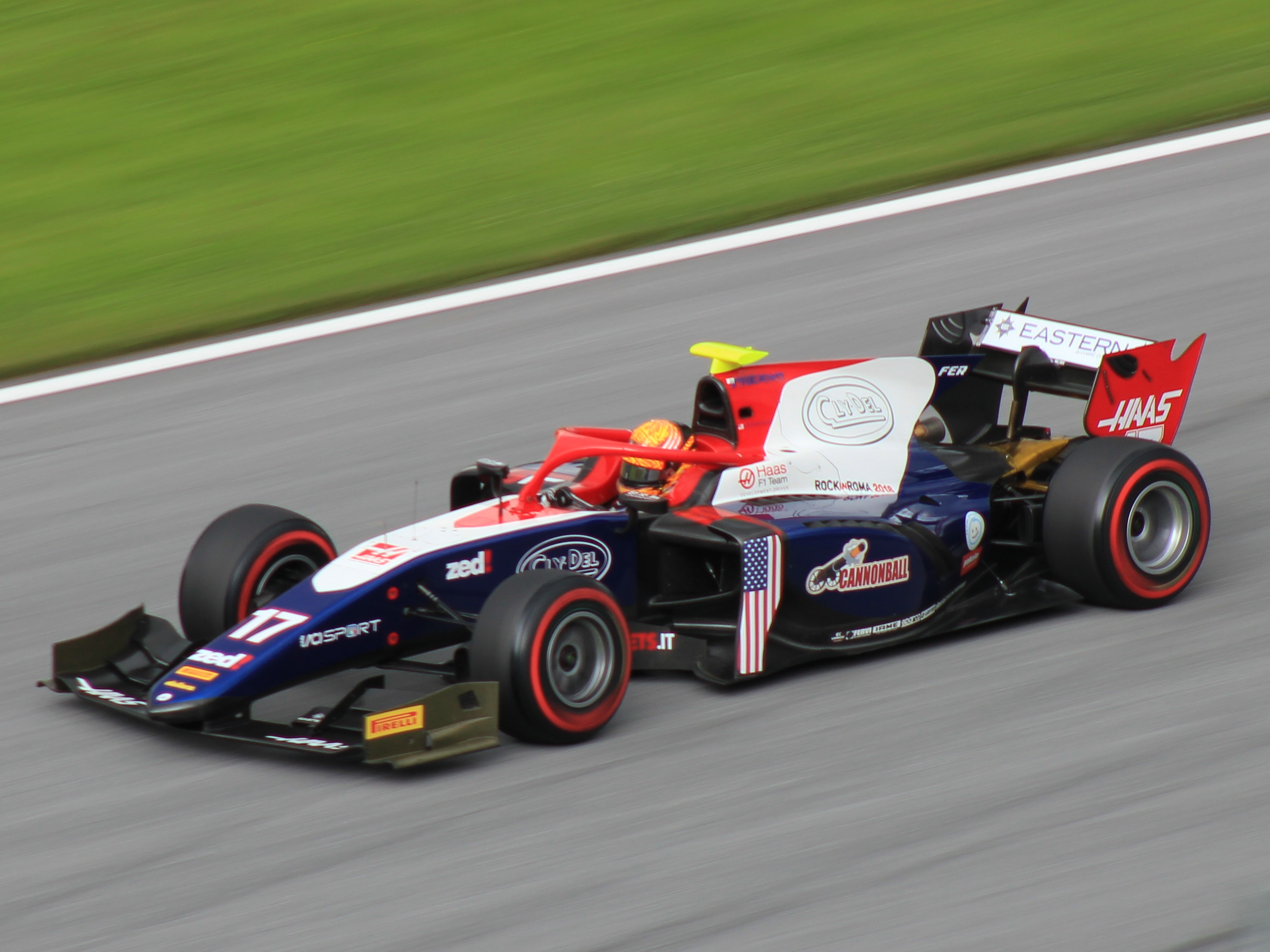
Ferrucci a 2018-as osztrák nagydíjon

### Formula–2
2017-ben szezonközben igazolt át a Trident istállóhoz és Magyarországon, a Hungaroringnen debütált, majd az idény további részét itt fejezte be.
2018-ra az olasz gárda megtartotta és új csapattársa Arjun Maini lett. Erre a szezonra új autókat kaptak a versenyzők és az istálló nem tudta jól beállítani a konstrukciót a futamokra, Ferrucci pedig összesen csak 7 pontot szerzett.
A Silverstone-ban rendezett fordulóban összetűzésbe került csapattársával. Az első futamon összeütköztek és Ferrucci kiesett, a futam után pedig meg is büntették. A második versenyen egy Safety Car-os időszak alatt több autót is megelőzött, majd szándékosan nekiment csapattársa autójának. A verseny után a Nemzetközi Automobil Szövetség (FIA) úgy határozott, hogy kizárják a versenyből és további 2 versenyhétvégére vagyis 4 futamra eltiltják és pénzbüntetést is kiszabtak rá. Július 18-án Trident problémás viselkedésre és a szerződés több pontos megszegésére hivatkozva azonnali hatállyal menesztette Ferruccit. Egy olasz bíróság később a pilótát és menedzsmentjét 502 ezer euró, plusz kamatok és jogi díjak kifizetésére kötelezte a csapat irányába. Az incidenst követően Alessio Lorandi váltotta.
Az összetettben 19. lett, legjobb futamos eredménye pedig egy 6. pozíció volt Bakuból.

### Formula–1
2016-ban a a Formula–1-es újonc amerikai Haas F1 Team fejlesztőpilótája lett. A 2017-es hungaroringi évközi teszten már hivatalos tesztpilótaként vezethette is a csapat egyik autóját.

### IndyCar

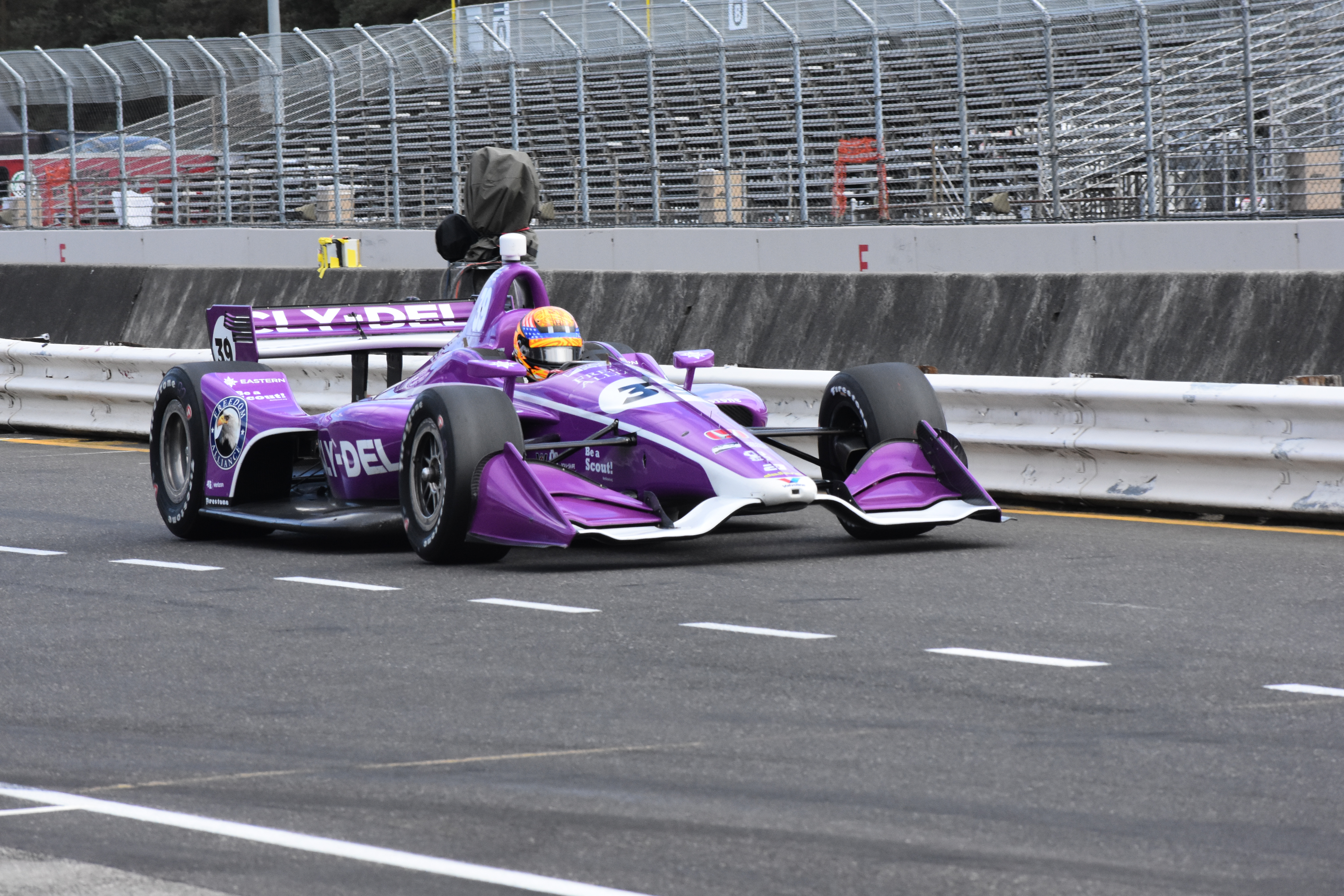
Ferrucci a 2018-as IndyCar szezon portlandi tesztjén

2018-ban az amerikai IndyCarban is bemutatkozhatott a Dale Coyne Racing csapatával. Detroitban az első versenyén ütközött Charlie Kimballal és kiesett, a második felvonáson pedig 20. lett. A Formula–2-ből való botrányos távozását követően visszatért a szezon utolsó két helyszínére.
2019-re meghosszabbították szerződését az IndyCar-ban a súlyos balesetet szenvedő Pietro Fittipaldi helyén.  Az ovál pályás versenyeken remekül teljesített és a 2019-es indianapolisi 500 mérföldes versenyen a 7. helyen ért célba és őt választották meg a futam legjobb újoncának is. Texasban a 4. helyen intette le a kockás zászló, amivel megszerezte legjobb eredményét.
2020-ban a Dale Coyne Racing with Vasser-Sullivan istállónál versenyzett, miután Sébastien Bourdais távozott a csapattól. A koronavírus-járvány miatt jelentősen lerövidített, 14 versenyből álló naptár összes helyszínén ő ült az autóban, legjobb eredménye pedig az Indy 500-on elért 4. lett.
2021-re leszerződött az Indy 500-ra a Rahal Letterman Lanigan Racing harmadik, Hyvee által szponzorált autójára. Az egyik edzésen balesetet szenvedett, majd kórházba szállították kivizsgálásra A futamon ő végzett a legelőkelőbb pozícióban az RLL-pilóták közül.  Ezzel az eredményével további lehetőséget kapott az évadban. Detroitban, Mid Ohióban és Nashville-ben is ott volt a mezőnyben. A detroiti második forduló időmérő edzésén összetörte a konstrukciót, amit a csapat nem tudott időben megjavítani. Egy olyan kocsival állt rajthoz, aminek egy része a még 45-ösből használható alkatrészekből és Szató Takuma tartalékautójából állt, úgy lett összeépítve a kettő. Több tárgyalást is folytatott egy teljes évre szóló szerződésről Bobby Rahal csapatfőnökkel, azonban az istálló Christian Lungaardot választotta, így automatikusan lejárt Ferrucci addigi kontraktusa és távozott. Később elárulta, hogy az Indianapolisban történt bukását követően lábrögzítőben és egy kisebb töréssel a lábában ült autóba.
2022-re a Dreyer & Reinbold Racinggel állapodott meg az indianapolisi 500-ra való nevezésről, Sage Karam mellé. Texasban, az XPEL 375-re Rahalék hívták vissza, hogy helyettesítse Jack Harvey-t, mivel egy balesete miatt alkalmatlanná nyilvánították a versenyzésre. Detroitban a Juncos Hollinger Racing kereste fel, hogy pótólja az Indy 500-on balesetezett és lesérült Callum Ilottot. A versenyzők bajnokságában 28. lett, 71 ponttal.
2022. október 6-án bejelentették A. J. Foyt csapatához, így 2023-ban újra teljes éves résztvevővé vált. A 107. indianapolisi 500-on 233,661 mph-s sebességgel a 4. helyre kvalifikálta magát. A futamon 3. lett, amely az A.J. Foyt csapat legjobb helyezése volt 2000 óta. Így folytatódott TOP10-es helyezéssorozata a legendás viadalon. Egyben ez volt első dobogós helyezése a szériában.

### NASCAR
2021. január 8-án megerősítést nyert, hogy a NASCAR Xfinity Series-ben egy 20 versenyből álló programot fut a Sam Hunt Racing 26-os rajtszámú Toyota Suprájában. Érdekesség, hogy ezelőtt nem sok tapasztalata volt ilyen autókkal. 2022-ben visszatért az alakulathoz néhány forduló erejéig.

### Egyéb versenyek
2021-ben részt vett a Chili Bowl elnevezésű törpeautó-rendezvényen, amely egyik edzésén összeért egyik riválisával, majd autója a levegőbe emelkedett és a földről visszapattanva eltalálta a pályát övező kerítést. Az egészségügyi vizsgálatok agyrázkódást mutattak ki nála.

## Eredményei

### Karrier összefoglaló
| Szezon  | Bajnokság                    | Csapat                               | Verseny         | Győzelem        | Pole            | Leggyorsabb kör | Dobogó          | Pont            | Helyezés        |
| ------- | ---------------------------- | ------------------------------------ | --------------- | --------------- | --------------- | --------------- | --------------- | --------------- | --------------- |
| 2012–13 | SBF2000 Winter Series        |                                      | 10              | 0               | 0               | 0               | 2               | 246             | 11.             |
| 2013    | F2000 Championship Series    | 8                                    | 0               | 1               | 4               | 0               | 288             | 5.              |                 |
| 2014    | Formula–3 Európa-bajnokság   | EuroInternational                    | 20              | 0               | 0               | 0               | 0               | 0               | 19.             |
| 2014    | Német Formula–3-as bajnokság | EuroInternational                    | 5               | 0               | 0               | 0               | 1               | 33              | 10.             |
| 2014    | Brit Formula–3-as bajnokság  | Fortec Motorsport                    | 3               | 2               | 1               | 2               | 3               | —               | HN†             |
| 2014    | Makaói nagydíj               | Fortec Motorsport                    | 1               | 0               | 0               | 0               | 0               | —               | 8.              |
| 2015    | Formula–3 Európa-bajnokság   | Mücke Motorsport                     | 33              | 0               | 0               | 1               | 1               | 91              | 11.             |
| 2015    | Makaói nagydíj               | Mücke Motorsport                     | 1               | 0               | 0               | 0               | 0               | —               | 6.              |
| 2015    | Toyota Racing Series         | Giles Motorsport                     | 16              | 1               | 0               | 2               | 6               | 765             | 3.              |
| 2016    | GP3                          | DAMS                                 | 18              | 0               | 0               | 0               | 1               | 36              | 12.             |
| 2016    | Formula–1                    | Haas                                 | Fejlesztőpilóta | Fejlesztőpilóta | Fejlesztőpilóta | Fejlesztőpilóta | Fejlesztőpilóta | Fejlesztőpilóta | Fejlesztőpilóta |
| 2017    | GP3                          | DAMS                                 | 6               | 0               | 0               | 0               | 0               | 3               | 19.             |
| 2017    | Formula–2                    | Trident                              | 10              | 0               | 0               | 0               | 0               | 4               | 22.             |
| 2017    | Formula–1                    | Haas                                 | Fejlesztőpilóta | Fejlesztőpilóta | Fejlesztőpilóta | Fejlesztőpilóta | Fejlesztőpilóta | Fejlesztőpilóta | Fejlesztőpilóta |
| 2018    | Formula–2                    | Trident                              | 13              | 0               | 0               | 0               | 0               | 7               | 19.             |
| 2018    | IndyCar                      | Dale Coyne Racing                    | 4               | 0               | 0               | 0               | 0               | 66              | 27.             |
| 2018    | Formula–1                    | Haas                                 | Tesztpilóta     | Tesztpilóta     | Tesztpilóta     | Tesztpilóta     | Tesztpilóta     | Tesztpilóta     | Tesztpilóta     |
| 2019    | IndyCar                      | Dale Coyne Racing                    | 17              | 0               | 0               | 0               | 0               | 351             | 13.             |
| 2020    | IndyCar                      | Dale Coyne Racing w/ Vasser-Sullivan | 14              | 0               | 0               | 0               | 0               | 290             | 13.             |
| 2021    | IndyCar                      | Rahal Letterman Lanigan Racing       | 5               | 0               | 0               | 1               | 0               | 146             | 24.             |
| 2021    | NASCAR Xfinity Series        | Sam Hunt Racing                      | 6               | 0               | 0               | 0               | 0               | 102             | 35.             |
| 2022    | IndyCar                      | Rahal Letterman Lanigan Racing       | 1               | 0               | 0               | 0               | 0               | 71              | 28.             |
| 2022    | IndyCar                      | Dreyer & Reinbold Racing             | 1               | 0               | 0               | 0               | 0               | 71              | 28.             |
| 2022    | IndyCar                      | Juncos Hollinger Racing              | 1               | 0               | 0               | 0               | 0               | 71              | 28.             |
| 2022    | NASCAR Xfinity Series        | Sam Hunt Racing                      | 2               | 0               | 0               | 0               | 0               | 22              | 60.             |
| 2023    | IndyCar                      | A.J. Foyt Enterprises                | 17              | 0               | 0               | 0               | 1               | 214             | 19.             |
| 2024    | IndyCar                      | A.J. Foyt Enterprises                | 18              | 0               | 1               | 0               | 0               | 367             | 9.              |
| 2025    | IndyCar                      | A. J. Foyt Racing                    | 0               | 0               | 0               | 0               | 0               | 0*              | — *             |

* A szezon jelenleg is zajlik.
‡ Mivel Ferrucci vendégpilóta volt, ezért nem részesült pontokban.

### Teljes Formula–3 Európa-bajnokság eredménysorozata
(Táblázat értelmezése)

(Félkövér: pole-pozícióból indult; dőlt: leggyorsabb kört futott) 

| Év   | Csapat                      | 1        | 2       | 3        | 4        | 5       | 6        | 7        | 8        | 9        | 10       | 11      | 12      | 13       | 14       | 15       | 16       | 17       | 18      | 19       | 20       | 21       | 22       | 23       | 24       | 25      | 26       | 27       | 28       | 29       | 30       | 31       | 32       | 33       | Helyezés | Pont |
| ---- | --------------------------- | -------- | ------- | -------- | -------- | ------- | -------- | -------- | -------- | -------- | -------- | ------- | ------- | -------- | -------- | -------- | -------- | -------- | ------- | -------- | -------- | -------- | -------- | -------- | -------- | ------- | -------- | -------- | -------- | -------- | -------- | -------- | -------- | -------- | -------- | ---- |
| 2014 | EuroInternational           | SIL 1    | SIL 2   | SIL 3    | HOC 1    | HOC 2   | HOC 3    | PAU 1    | PAU 2    | PAU 3    | HUN 1    | HUN 2   | HUN 3   | SPA 1 Ki | SPA 2 Ni | SPA 3 15 | NOR 1 12 | NOR 2 5  | NOR 3 4 | MSC 1 16 | MSC 2 13 | MSC 3 14 | RBR 1 Ki | RBR 2 12 | RBR 3 20 | NÜR 1 9 | NÜR 2 17 | NÜR 3 14 | IMO 1 Ki | IMO 2 Ki | IMO 3 16 | HOC 1 19 | HOC 2 17 | HOC 3 15 | 19.      | 24   |
| 2015 | kfzteile24 Mücke Motorsport | SIL 1 18 | SIL 2 9 | SIL 3 13 | HOC 1 10 | HOC 2 6 | HOC 3 28 | PAU 1 Ki | PAU 2 11 | PAU 3 10 | MNZ 1 Ki | MNZ 2 4 | MNZ 3 8 | SPA 1 4  | SPA 2    | SPA 3 12 | NOR 1 Ki | NOR 2 Ki | NOR 3 6 | ZAN 1 28 | ZAN 2 8  | ZAN 3 9  | RBR 1 12 | RBR 2 13 | RBR 3 11 | ALG 1 7 | ALG 2 10 | ALG 3 Ki | NÜR 1 7  | NÜR 2 7  | NÜR 3 7  | HOC 1 10 | HOC 2 17 | HOC 3 Ki | 11.      | 91   |

### Teljes GP3-as eredménylistája
(Táblázat értelmezése)

(Félkövér: pole-pozícióból indult; dőlt: leggyorsabb kört futott) 

| Év   | Csapat | 1          | 2          | 3          | 4          | 5          | 6         | 7          | 8          | 9         | 10        | 11        | 12        | 13          | 14         | 15         | 16         | 17        | 18         | Helyezés | Pont |
| ---- | ------ | ---------- | ---------- | ---------- | ---------- | ---------- | --------- | ---------- | ---------- | --------- | --------- | --------- | --------- | ----------- | ---------- | ---------- | ---------- | --------- | ---------- | -------- | ---- |
| 2016 | DAMS   | ESP FEA 15 | ESP SPR 11 | AUT FEA 15 | AUT SPR 10 | GBR FEA 18 | GBR SPR 4 | HUN FEA 15 | HUN SPR 11 | GER FEA 9 | GER SPR 4 | BEL FEA 7 | BEL SPR 3 | ITA FEA 19† | ITA SPR 11 | MAL FEA Ki | MAL SPR Ki | UAE FEA 9 | UAE SPR 15 | 12.      | 36   |
| 2017 | DAMS   | ESP FEA 9  | ESP SPR 8  | AUT FEA Ki | AUT SPR 13 | GBR FEA Ki | GBR SPR 9 | HUN FEA    | HUN SPR    | BEL FEA   | BEL SPR   | ITA FEA   | ITA SPR   | JER FEA     | JER SPR    | UAE FEA    | UAE SPR    |           |            | 19.      | 3    |

† A versenyt nem fejezte be, de helyezését értékelték, mert a versenytáv több, mint 90%-át teljesítette.

### Teljes FIA Formula–2-es eredménysorozata
(Táblázat értelmezése)

(Félkövér: pole-pozícióból indult; dőlt: leggyorsabb kört futott) 

| Év   | Csapat  | 1          | 2          | 3          | 4         | 5          | 6          | 7          | 8           | 9          | 10        | 11         | 12        | 13         | 14          | 15          | 16          | 17          | 18          | 19         | 20         | 21         | 22         | 23      | 24      | Helyezés | Pont |
| ---- | ------- | ---------- | ---------- | ---------- | --------- | ---------- | ---------- | ---------- | ----------- | ---------- | --------- | ---------- | --------- | ---------- | ----------- | ----------- | ----------- | ----------- | ----------- | ---------- | ---------- | ---------- | ---------- | ------- | ------- | -------- | ---- |
| 2017 | Trident | BHR FEA    | BHR SPR    | ESP FEA    | ESP SPR   | MON FEA    | MON SPR    | AZE FEA    | AZE SPR     | AUT FEA    | AUT SPR   | GBR FEA    | GBR SPR   | HUN FEA 9  | HUN SPR 14  | BEL FEA 9   | BEL SPR 10  | ITA FEA Ki  | ITA SPR 14  | JER FEA Ki | JER SPR 13 | UAE FEA 14 | UAE SPR 15 |         |         | 22.      | 4    |
| 2018 | Trident | BHR FEA 14 | BHR SPR 20 | AZE FEA 11 | AZE SPR 6 | ESP FEA Ni | ESP SPR 11 | MON FEA Ki | MON SPR 12† | FRA FEA 13 | FRA SPR 9 | AUT FEA 10 | AUT SPR 7 | GBR FEA 16 | GBR SPR Kiz | HUN FEA Kiz | HUN SPR Kiz | BEL FEA Kiz | BEL SPR Kiz | ITA FEA    | ITA SPR    | RUS FEA    | RUS SPR    | UAE FEA | UAE FEA | 19.      | 7    |

† A versenyt nem fejezte be, de helyezését értékelték, mert a versenytáv több, mint 90%-át teljesítette.

### Teljes IndyCar eredménysorozata
| Év   | Csapat                               | 1      | 2      | 3      | 4      | 5      | 6       | 7      | 8      | 9      | 10     | 11     | 12     | 13     | 14     | 15     | 16     | 17     | 18    | Helyezés | Pont |
| ---- | ------------------------------------ | ------ | ------ | ------ | ------ | ------ | ------- | ------ | ------ | ------ | ------ | ------ | ------ | ------ | ------ | ------ | ------ | ------ | ----- | -------- | ---- |
| 2018 | Dale Coyne Racing                    | STP    | PHX    | LBH    | ALA    | IMS    | INDY    | DET 22 | DET 20 | TXS    | ROA    | IOW    | TOR    | MDO    | POC    | GTW    | POR 20 | SNM 11 |       | 27.      | 66   |
| 2019 | Dale Coyne Racing                    | STP 9  | COA 20 | ALA 15 | LBH 21 | IMS 10 | INDY 7  | DET 19 | DET 10 | TXS 4  | ROA 19 | TOR 11 | IOW 12 | MDO 12 | POC 4  | GTW 4  | POR 17 | LAG 24 |       | 13.      | 351  |
| 2020 | Dale Coyne Racing w/ Vasser-Sullivan | TXS 21 | IMS 9  | ROA 6  | ROA 6  | IOW 13 | IOW 18  | INDY 4 | GTW 16 | GTW 10 | MDO 14 | MDO 14 | IMS 15 | IMS 12 | STP 23 |        |        |        |       | 13.      | 290  |
| 2021 | Rahal Letterman Lanigan Racing       | ALA    | STP    | TXS    | TXS    | IMS    | INDY 6  | DET 6  | DET 10 | ROA    | MDO 9  | NSH 11 | IMS    | GTW    | POR    | LAG    | LBH    |        |       | 24.      | 146  |
| 2022 | Rahal Letterman Lanigan Racing       | STP    | TXS 9  | LBH    | ALA    | IMS    |         |        |        |        |        |        |        |        |        |        |        |        |       | 28.      | 71   |
| 2022 | Dreyer & Reinbold Racing             |        |        |        |        |        | INDY 10 |        |        |        |        |        |        |        |        |        |        |        |       | 28.      | 71   |
| 2022 | Juncos Hollinger Racing              |        |        |        |        |        |         | DET 21 | ROA    | MDO    | TOR    | IOW    | IOW    | IMS    | NSH    | GTW    | POR    | LAG    |       | 28.      | 71   |
| 2023 | A.J. Foyt Enterprises                | STP 24 | TXS 21 | LBH 11 | ALA 20 | IMS 21 | INDY 3  | DET 21 | ROA 16 | MDO 24 | TOR 17 | IOW 26 | IOW 22 | NSH 18 | IMS 23 | GTW 13 | POR 16 | LAG 17 |       | 19.      | 214  |
| 2024 | A.J. Foyt Enterprises                | STP 9  | THE Nk | LBH 21 | ALA 7  | IMS 27 | INDY 8  | DET 9  | ROA 15 | LAG 9  | MDO 10 | IOW 6  | IOW 11 | TOR 20 | GTW 12 | POR 8  | MIL 4  | MIL 4  | NSH 6 | 9.       | 367  |

* A szezon jelenleg is zajlik.
2 A verseny nem számít bele a bajnokságba

#### Indianapolis 500
| Év   | Kasztni | Motor     | Rajthely | Eredmény | Csapat                         |
| ---- | ------- | --------- | -------- | -------- | ------------------------------ |
| 2019 | Dallara | Honda     | 23       | 7        | Dale Coyne Racing              |
| 2020 | Dallara | Honda     | 21       | 4        | Dale Coyne Racing              |
| 2021 | Dallara | Honda     | 23       | 6        | Rahal Letterman Lanigan Racing |
| 2022 | Dallara | Chevrolet | 15       | 10       | Dreyer & Reinbold Racing       |
| 2023 | Dallara | Chevrolet | 4        | 3        | A.J. Foyt Enterprises          |
| 2024 | Dallara | Chevrolet | 6        | 8        | A.J. Foyt Enterprises          |